# John Leigh
John Leigh (ur. 1965) – nowozelandzki aktor filmowy, telewizyjny i głosowy. Występował w roli Háma w filmie Władca Pierścieni: Dwie wieże oraz roli Hrothgara w serialu Xena: Wojownicza księżniczka.

## Wybrana filmografia

### Role filmowe
- Przerażacze (1996) jako Bruce Campbell
- Bilardziści (2001) jako Dave
- Władca Pierścieni: Dwie wieże (2002) jako Háma
- Wychować Waylona (2004) jako Jeremy
- Mój przyjaciel Ozzie (2006) jako Gilbert
- Liceum Avalon (2010) jako pan Atkinson

### Role w serialach TV
- Xena: Wojownicza księżniczka (1995-2001) jako Hrothgar (gościnnie)
- Do diabła z kryminałem (1995) jako Sparky (gościnnie)
- Miecz prawdy (2001) jako Selick (gościnnie)
- Power Rangers Ninja Storm jako Terramole (głos), Doktor Berlab, Toxipod (głos), Supertoxipod (głos)
- Power Rangers Dino Grzmot jako Insectolite (głos)
- Power Rangers Mistyczna Moc (2006) jako Octomus (mistrz) (głos)
- Power Rangers Samurai (2011) jako Steeleto (głos)
- Power Rangers Megaforce (2013) jako Damaras (głos)